# Giovanni Angelo d'Antonio

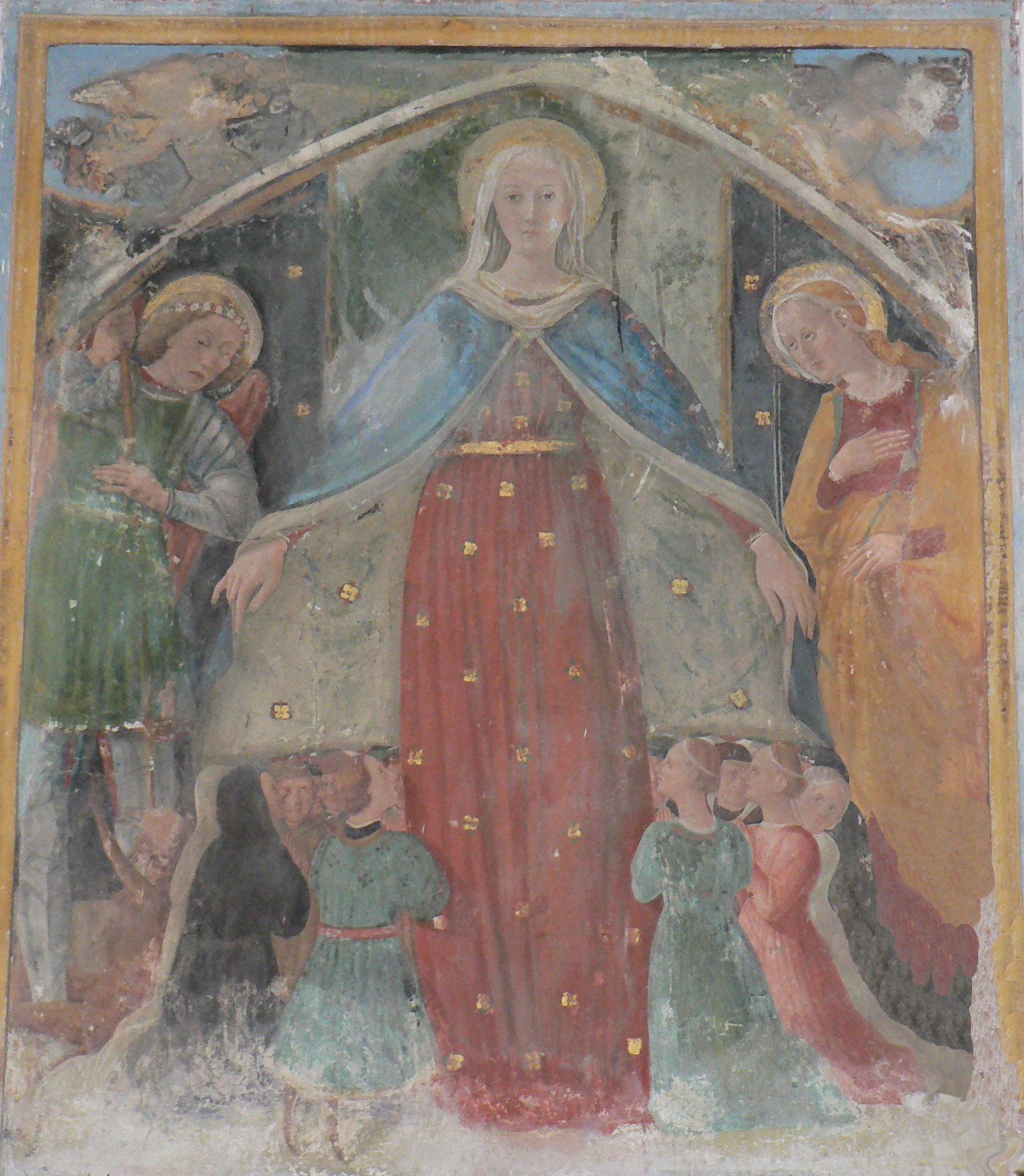
Madonna della Misericordia (1468) affresco di Giovanni Angelo d'Antonio, Chiesa di Santa Maria del Soccorso, Villa di Montalto

Giovanni Angelo d'Antonio (Bolognola, 1415-1420 – 1481) è stato un pittore italiano appartenente alla scuola di Camerino alla quale appartenevano anche Giovanni Boccati e Girolamo di Giovanni.

## Biografia
D'Antonio nacque in una comunità contadina nel villaggio montano di Bolognola tra il 1415 e il 1420. Suo padre era noto come Antonio di Domenico "il pazzo". Le prime notizie su di lui risalgono al 1443, al ritorno da un viaggio a Firenze dove aveva avuto l'opportunità di incontrare Giovanni di Cosimo de' Medici. Dopo una seconda visita nel 1444, tornò a Camerino per produrre la sua prima opera notevole, Madonna e santi (1445), ora a Palazzo Venezia a Roma. L'immagine, dipinta per la chiesa di San Michele Arcangelo di Bolognola, di cui suo fratello, don Pietro, era parroco dal 1441, mostra l'influenza della scuola fiorentina e di Filippo Lippi in particolare.
Nel 1449 gli fu commissionato un affresco per una cappella a Sant'Agostino in Camerino.
Si ipotizza che potrebbe essere stato a Padova con il suo amico e compagno pittore della scuola di Camerino Giovanni Boccati, il che spiegherebbe il cambiamento nel suo stile nel 1450.
La sua opera più significativa è considerata l'Annunciazione del convento di Spermento, molto probabilmente commissionata da Elisabetta Malatesta da Varano, e dipinta tra il 1455 e il 1456.
Seguì il suo periodo di maggior successo, che durò fino al 1460, durante il quale è evidente la sua comprensione dell'uso della luce fatto da Piero della Francesca. Opere di questo periodo comprendono la Crocifissione e santi al Castello di Fiordimonte (1456), la Madonna e santi della chiesa di San Francesco (1462) e la Madonna della Misericordia a Villa di Montalto (1468).
La sua ultima opera importante risale agli anni 1470. Tornò a lavorare nella sua piccola città natale per affrescare una Madonna con Bambino e vari santi in un santuario lungo la strada vicino a Bolognola. Gli affreschi del santuario sono stati ora rimossi e sistemati nella Pinacoteca Civica di Camerino dopo un accurato restauro.
Giovanni Angelo d'Antonio fece il testamento nel 1478 e morì nel 1481.
Fino a una radicale rivalutazione, nel 2001, gran parte delle sue opere erano state attribuite a Girolamo di Giovanni (che si ritiene fosse il figlio di Giovanni Boccati). Il contributo di Giovanni Angelo d'Antonio alla reputazione della Scuola di Camerino del XV secolo è ora considerato almeno altrettanto significativo di quello di Giovanni Boccati e Girolamo di Giovanni.